# Don't Say You Love Me
"Don't Say You Love Me" är debutsingeln av den norska popduon M2M, bestående av Marion Raven och Marit Larsen. Låten hade först premiär på Radio Disney innan den släpptes på amerikansk radio och singel i oktober 1999. Den gavs ut på soundtracket till Pokémon – Filmen i november 1999 och spelas över filmens eftertexter. Låten hamnade därefter på M2M:s debutalbum Shades of Purple (2000) och senare även på samlingsalbumet The Day You Went Away: The Best of M2M (2003).
Låten fick positiv kritik: Robert Christgau kallade den för en av de "omöjligt rörande" låtarna på Shades of Purple; Chuck Taylor från Billboard sa att den var "helt förtjusande" och skulle tilltala både yngre och äldre lyssnare. Den nådde andraplatsen i Norge och fjärdeplatsen i både Australien och Nya Zeeland, 16:e plats i Storbritannien och 21:a plats på Billboard Hot 100 i USA. Den sålde guld i USA och Australien och förblev M2M:s största hit. M2M framförde låten i TV-serierna One World, Top of the Pops och Disney Channel in Concert. Två snarlika musikvideor lanserades, där den enda visade klipp från Pokémon – Filmen.

## Bakgrund
Marion Raven och Marit Larsen var 14 respektive 15 år gamla när de spelade in debutalbumet Shades of Purple, inklusive "Don't Say You Love Me". De hade tidigare gett ut ett album med barnmusik, Synger Kjente Barnesauger, under gruppnamnet Marit & Marion. Det albumet fick en nominering vid Spellemannprisen när de både var 12 år gamla. Efter en paus från musikskapandet började de spela in under namnet M2M, vilket syftar på initialerna i deras respektive förnamn. Atlantic Records tog emot en av deras demoinspelningar vilket ledde till ett internationellt skivkontrakt 1998. "Don't Say You Love Me" blev M2M:s debutsingel.
Låten skrevs av Raven, Larsen, Peter Zizzo och Jimmy Bralower. Den producerades av Zizzo och Bralower, och mixades av Tom Lord-Alge. Texten handlar om att tydliggöra "reglerna kring ett ungt förhållande. Sakta ner och säg inte att du älskar mig förrän du ger mig lite tid och lär känna mig." Texten till den version av låten som används i Pokémon – Filmen skiljer sig aningen från den på Shades of Purple. Den senare innehåller textraden "then you start kissing me, what's that about?" som i filmversionen lyder "then you say you love me, what's that about?". M2M förklarade i en intervju att "Pokémon-folket tyckte inte att 'kissing' passade i texten för att den riktade sig till yngre barn. Vi tycker att [textändringen] var dum. Originalversionen finns på [Shades of Purple] och det var den vi ville använda." M2M hade inte hört talas om Pokémon förrän låten hade blivit utvald till soundtracket, eftersom franchisen då inte hade hunnit bli populär i Norge.

## Lansering och medverkan

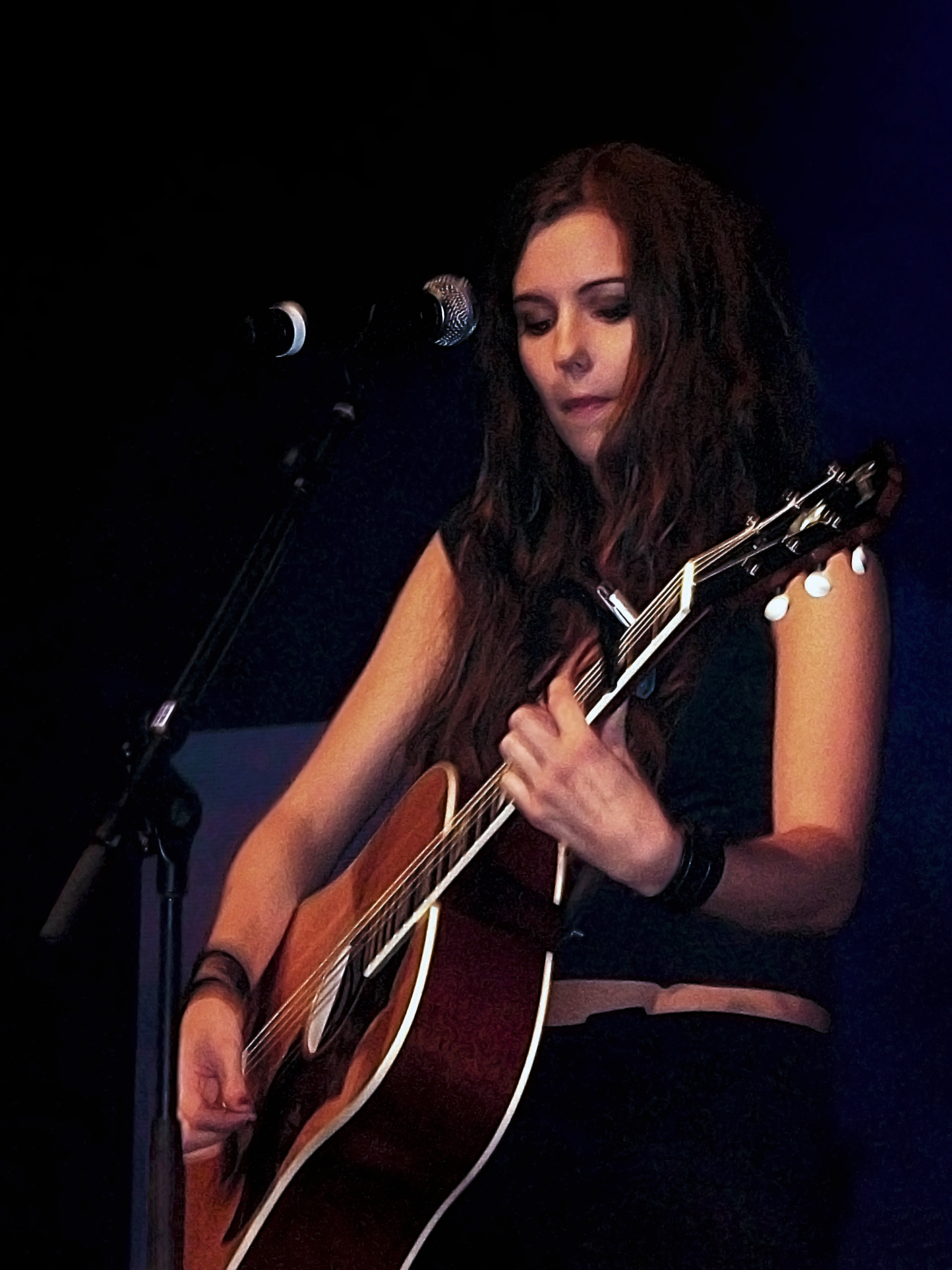
Raven (fotograferad 2007) och Larsen turnerade i USA och Asien för att marknadsföra singeln.

"Don't Say You Love Me" medverkade i "The List", ett avsnitt från TV-serien Felicity som sändes i USA den 3 oktober 1999 och sågs av fem miljoner människor, vilket bidrog till att öka låtens popularitet. Den 10 oktober spelades den i Jack & Jill-avsnittet "Moving On". Låten hade redan spelats på Radio Disney innan den officiella amerikanska debuten den 26 oktober 1999. Singeln släpptes både på CD och kassettband. Inom en månad spelades låten på över 100 amerikanska topp 40-stationer; den 10 november var den den mest önskade låten på New Yorks radiostationer. Låten spelades över eftertexterna i Pokémon – Filmen och fanns med på filmens soundtrack, som båda släpptes i USA den 10 november 1999. "Don't Say You Love Me" var debutsingeln från albumet. Singeln gick in på topplistorna i USA den 20 november samtidigt som över 400 000 exemplar redan hade skickats ut till skivbutiker.
Trots framgångarna i USA meddelades det i november 1999 att singeln inte skulle släppas i duons hemland Norge förrän året därpå eftersom Warner Music Norway ville vänta till både Pokémon-filmen och -soundtracket hade släppts i Europa för att nyttja exponeringen. Singeln släpptes på norsk radio den 24 november och den 11 januari hade singeln börjat säljas i Norge och 25 andra länder i Europa, Amerika, Asien och Oceanien. Den förväntades ha släppts i de övriga europeiska länder innan månadens slut, men i de europeiska länder där singeln ännu inte hade släppts spelades låten redan på radio. Låten var populär i sydöstra Asien och spelades flitigt i Korea, Indonesien, Filippinerna, Thailand och Singapore. Den 12 januari var låten med i ett avsnitt av Beverly Hills, "Tainted Love". Låten gavs ut i Japan den 25 januari, i Spanien den 22 februari och i Storbritannien den 20 mars genom East West Records. Den kom med på albumet Shades of Purple som släpptes i Europa i mitten av februari och i USA den 7 mars. 2003 valdes låten med på M2M:s 'best of'-album The Day You Went Away: The Best of M2M.

## Mottagande
Robert Christgau gav låten ett positivt omdöme och kallade den för en av de "omöjligt rörande" låtarna på Shades of Purple som "sätter standarden" för resten av albumet. Chuck Taylor från Billboard menade att låten skulle tilltala både yngre och äldre lyssnare då den "går elegant mellan ren pop och vägen till Adult Top 40". Han tillade att låten var "Helt förtjusande i sin ungdomliga sång och maffiga serie av melodislingor". Michael Paoletta, också från Billboard, kallade låten för en "smittsam poprockare" och tillade att "det mest fantastiska med låten är sångfläktarna i tjejernas stämmor". Heather Phares från Allmusic refererade till låten som "söt men ändå jordnära pop". Marius Lillelien, radiochef vid NRK Petre, sa att "Det är en mycket välskriven, välproducerad poplåt, de är unga och potentiellt den största norska popsuccén någonsin. Låten lämpar sig bäst för en publik på 10–16 år men enligt min åsikt kommer den inte att skrämma äldre lyssnare." "Don't Say You Love Me" nominerades till årets bästa låt vid 2000 års Spellemannprisen men förlorade mot Briskebys "Propaganda".
I USA gick "Don't Say You Love Me" in på Billboard Hot 100 som nummer 72 och nådde senare en topplacering som nummer 21. Den nådde även plats 40 på både Latin Pop Airplay och Tropical Songs. Singeln såldes i 39 000 exemplar under veckan innan 27 november och hade sålt 580 000 exemplar i maj 2000. Den nådde förstaplatsen i Thailand, andraplatsen i Norge och fjärdeplatsen i både Australien och Nya Zeeland. Den tog sig in på topp 10 i Finland och Indonesien, topp 20 i Kanada, Storbritannien, Sverige och Nederländerna, topp 40 i Italien och Belgien och topp 80 i Tyskland, Frankrike och Schweiz. Den uppnådde guldstatus i USA den 6 december 1999 och i Australien år 2000.
"Don't Say You Love Me" var M2M:s största hit och är deras mest välkända låt. Även om deras nästa singel "Mirror Mirror" var en topp 40-singel i Australien och Kanada, och nådde plats 62 på Billboard Hot 100 förblev "Don't Say You Love Me" M2M:s enda topp 40-hit i USA och deras enda hit över huvud taget i många andra länder. Låten har kallats en one-hit wonder. 2012 valde Jessica Booth från Gurl.com med låten på sin lista "Flashback: 15 Old-School Girl Singers We Miss" och kallade låten "löjligt catchig". Abby Devora från MTV har hyllat duon och rankade dem och låten som tvåa på sin lista "9 Girl Group One-Hit Wonders You Need To Remember Right Now" 2014. Kaitlin Cubria från Teen.com inkluderade låten på listan "12 forgotten girl groups from the '90s/'00s that are worth your time" 2014. Nathan Jolly från musikkanalen MAX kallade den för "en av de där få poplåtarna som är själva definitionen av lycka fastän den samtidigt är en 'lägg av, grabben'-lovsång".

## Musikvideo

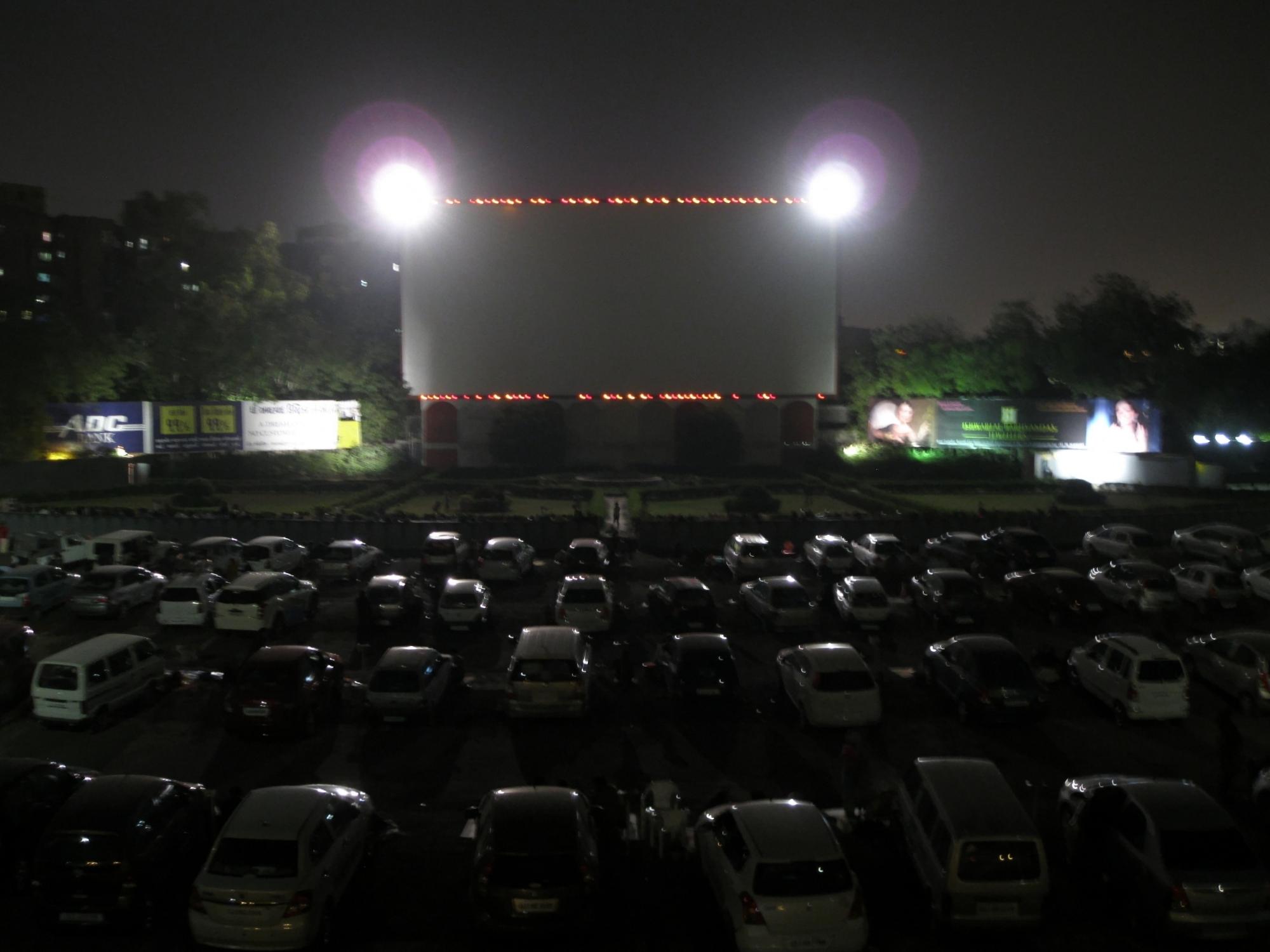
Musikvideon utspelar sig på en drive-in-biograf.

Videon regisserades av Nigel Dick och filmades mellan 4 och 6 oktober 1999 vid Mission Tikis drive-in-biograf i Montclair, Kalifornien. I videon sjunger Raven låten medan hon sitter i en bil med en kille, medan Larsen sjunger och spelar gitarr framför en annan bil. Detta footage varvas med scener där M2M sjunger tillsammans på området, människor dansar, biografmaskinisten krånglar med sin utrustning och snackförsäljarens popcornmaskin blir överfull. När snackståndet exploderar fortsätter M2M att uppträda omringade av människor medan popcornen regnar ner. Luftkanoner användes för att avfyra 200 popcornpåsar stora som papperskorgar i luften för att skapa den popcornregnande effekten. I USA hade musikvideon premiär den 24 oktober på The WB direkt efter kvällens avsnitt av Sjunde himlen. Den började visas på The Box (USA) och MuchMusic (Kanada) i början av november 1999 och på MTV den 15 november.
Videon lanserades i två snarlika versioner. I den ena visas klipp från Pokémon – Filmen på bioskärmen. I den andra versionen visas färre bilder på skärmen; när dessa visas ersätts Pokémon-bilderna med antingen klipp på när Raven och Larsen sjunger låten eller ord som "M2M" och "Intermission". Pokémon-versionen använder den censurerade låttexten medan den andra använder albumversionen av låten. Pokémon-versionen återfinns på filmens DVD-utgåva medan den andra versionen kom med på bonusskivan till The Day You Went Away: The Best of M2M.

## Liveframträdanden och covers

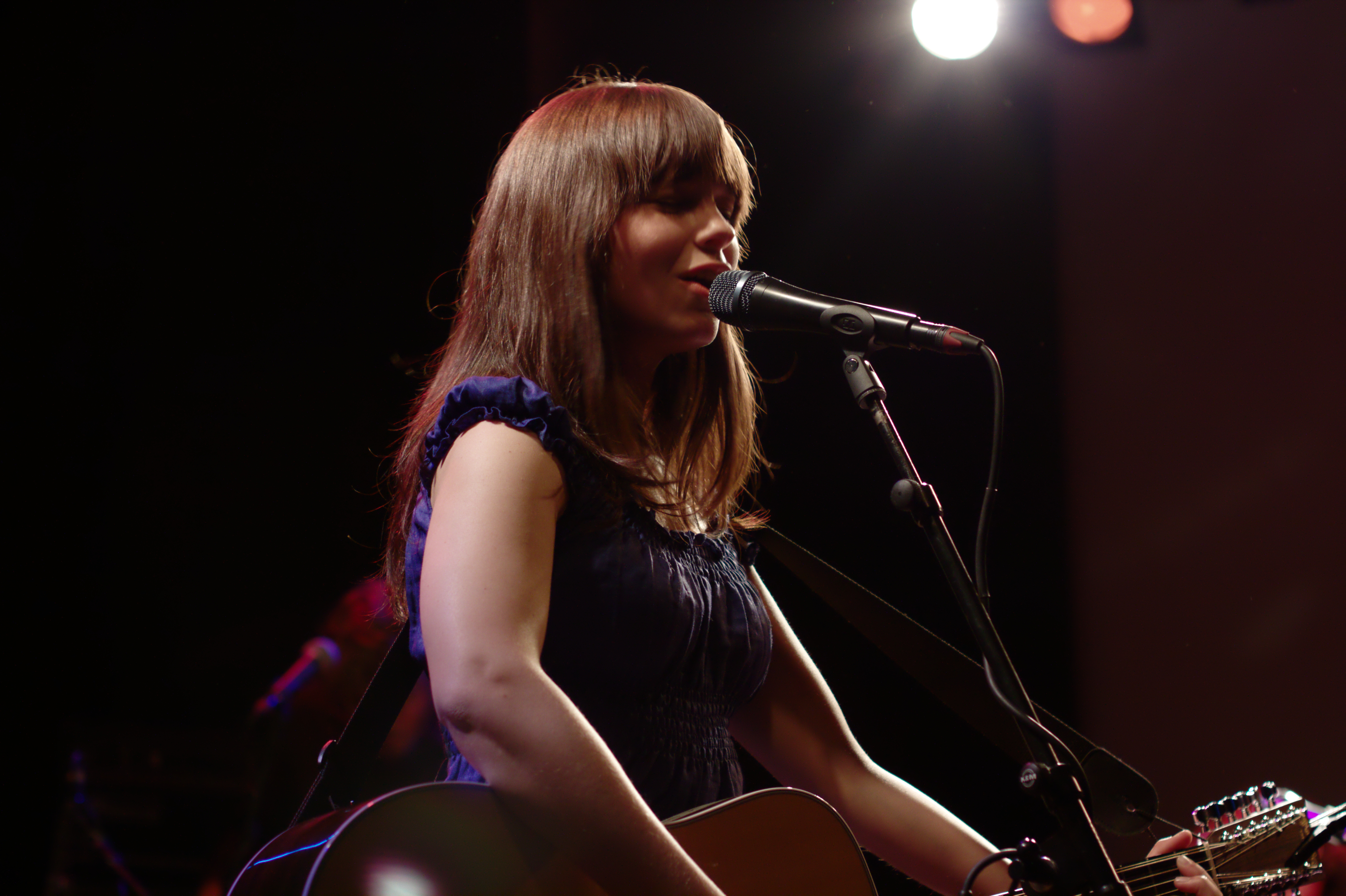
Larsen (fotograferad 2009) är känd för att framföra låten solo.

För att marknadsföra singeln genomförde Raven och Larsen en turné på sex stopp vid olika köpcentrum i nordöstra USA mellan 21 augusti och 2 oktober; det var deras första turné under namnet M2M. Den 9 november 1999, dagen innan Pokémon – Filmen släpptes, framförde M2M låten live vid Warner Bros. Studio Store på Fifth Avenue, Manhattan inför fans och en stor mediagrupp. M2M marknadsföre även singeln genom att turnera i Singapore, Hong Kong och Japan innan de återvände till Norge den 24 november. De framförde låten i avsnitt av den amerikanska TV-serien One World, "Band on the Run", som sändes den 27 november, och den 31 mars 2000 framförde de låten på Top of the Pops. Duon framförde låten live vid Disney Worlds Epcotpark den 12 februari 2000. Detta framträdande spelades in och användes i ett avsnitt av Disney Channel in Concert den 29 april, vilket fokuserade på M2M och den brittiska popgruppen BBMak. Som duons största hit spelades den ofta vid konserter. I december 2001 framfördes låten som extranummer tillsammans med "Everything You Do" inför en publik på 4000 människor i Kuala Lumpur.
M2M upplöstes 2002, varefter Raven och Larsen båda satsade på solokarriärer; Larsen är känd för att framföra en countryversion av låten under sina soloshower. Den filippinska popduon Krissy & Ericka släppte en cover på deras självbetitlade album från 2009.

## Låtlistor
Den europeiska utgåvan innehöll b-sidan "The Feeling Is Gone", en av tre låtar som inte fick plats på Shades of Purple. Den amerikanska standardutgåvan innehöll den instrumentella "Mewtwo Strikes Back Suite" från Pokémon – Filmen.
| Australisk CD-singel 1. "Don't Say You Love Me" – 3:46 2. "If Only Tears Could Bring You Back" av Midnight Sons – 4:03 3. "Mewtwo Strikes Back Suite" – 4:51 - PC-innehåll 1. "Don't Say You Love Me" (musikvideo) – 3:38 Amerikansk singel 1. "Don't Say You Love Me" (filmversion) – 3:46 2. "Mewtwo Strikes Back Suite" – 4:51 Amerikansk maxisingel 1. "Don't Say You Love Me" (Tin Tin Out Remix) – 3:33 2. "Don't Say You Love Me" (Lenny Bertoldo Radio Mix) – 3:01 3. "Don't Say You Love Me" (akustisk version) – 3:15 4. "Don't Say You Love Me" (albumversion) – 3:46 | Japansk maxisingel 1. "Don't Say You Love Me" (albumversion) – 3:46 2. "Don't Say You Love Me" (Tin Tin Out Remix) – 3:33 3. "Don't Say You Love Me" (acoustic version) – 3:15 4. "The Feeling Is Gone" – 3:16 (singelexklusiv) 5. "Don't Say You Love Me" (karaoke version) – 4:06 Europeisk maxisingel 1. "Don't Say You Love Me" (albumversion) – 3:46 2. "The Feeling Is Gone" – 3:16 3. "Don't Say You Love Me" (akustisk version) – 3:15 |  |

## Listplaceringar och certifikat
| Lista (1999–2000)                   | Högsta position |
| ----------------------------------- | --------------- |
| Australien (ARIA Charts)            | 4               |
| Belgien (Ultratop 50 Flandern)      | 31              |
| Belgien (Ultratop 50 Vallonien)     | 37              |
| Finland (Finlands officiella lista) | 10              |
| Frankrike (SNEP)                    | 60              |
| Italien (FIMI)                      | 27              |
| Kanada (Canadian Singles Chart)     | 12              |
| Nederländerna (Single Top 100)      | 16              |
| Norge (VG-lista)                    | 2               |
| Nya Zeeland (Recorded Music NZ)     | 4               |
| Schweiz (Schweizer Hitparade)       | 76              |
| Sverige (Sverigetopplistan)         | 17              |
| Storbritannien (UK Singles Chart)   | 16              |
| Tyskland (Media Control Charts)     | 80              |
| USA Billboard Hot 100               | 21              |
| USA Latin Pop Airplay (Billboard)   | 40              |
| USA Tropical Songs (Billboard)      | 40              |

| Lista (2000)             | Position |
| ------------------------ | -------- |
| Australien (ARIA Charts) | 92       |

| Land                            | Certifikat | Försäljning/upptryckta ex. |
| ------------------------------- | ---------- | -------------------------- |
| Australien (ARIA)               | Guld       | 35 000^                    |
| USA (RIAA)                      | Guld       | 500 000^                   |
| ^siffror baserade på certifikat |            |                            |